# Эль-Сайед, Мохамед
Мохаммед Эль-Сайед (род. 3 марта 2003 года, Египет, Каир) — египетский фехтовальщик. Бронзовый призёр в фехтовании на шпагах среди мужчин на летних Олимпийских играх 2024 года. Двукратный чемпион Африки среди мужчин в фехтовании на шпагах как индивидуально, так и в команде. Завоевал золотую медаль в индивидуальных соревнованиях по фехтованию на шпагах среди мужчин на Средиземноморских играх 2022 года, проходивших в Оране (Алжир).